# گواه: تور
گواه: تور (به انگلیسی: Witness: The Tour) چهارمین تور کنسرت کیتی پری خواننده و ترانه‌سرای آمریکایی است که در حمایت از چهارمین آلبوم او یعنی گواه انجام می شود این تور از ۱۹ سپتامبر ۲۰۱۷ در شهر مونترال، کانادا آغاز شد و آخرین اجرای آن در ۲۱ اگوست ۲۰۱۸ در اوکلند، نیوزیلند است. تور در کل ۱۱۵ اجرا در آمریکای شمالی، آمریکای جنوبی، آسیا، اروپا، آفریقا و اقیانوسیه دارد.
در پایان سال ۲۰۱۷ این تور در رتبه ۷۷ در بخش "۱۰۰ تور جهانی برتر سال ۲۰۱۷" در مجله پول‌استار قرار گرفت.تخمین زده می‌شود در این سال تور ۲۸٫۱  میلیون دلار درآمد و ۲۶۶٬۳۰۰ تماشاگر داشت.

## ترانه‌های اجرا شده
این فهرست فقط مربوط به ترانه‌های اجرا شده در گلندیل در ۱۹ ژانویه ۲۰۱۸ است و برای تمام تور نمی‌باشد.
1. "گواه"
2. "رولت"
3. "اسب تیره"
4. "زنجیرشده به ریتم"
5. "رؤیای نوجوانی"
6. "داغ و سرد"
7. "شب جمعه گذشته (تی‌جی‌آی‌اف)"
8. "دختران کالیفرنیا"
9. "دختری را بوسیدم"
10. "قبلاً این حسو تجربه کردم"
11. "سونامی"
12. "ئی. تی."
13. "نوش جان"
14. "کاملاً هوشیار"
15. "فکر کردن به تو"
16. "قدرت"
17. "بخشی از من"
18. "سوئیش سوئیش"
19. "غرش"
20. "آتش‌بازی"

## نگارخانه

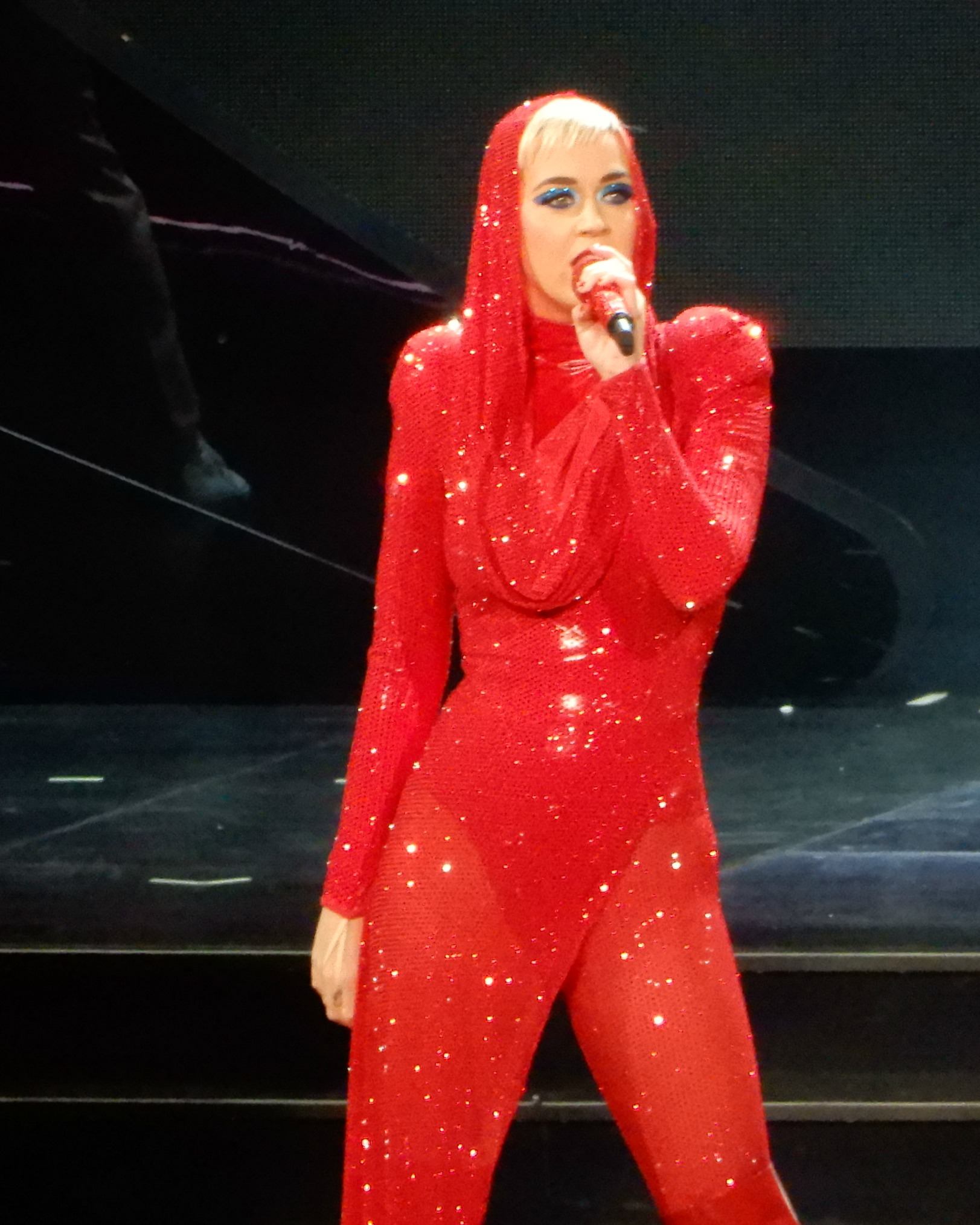
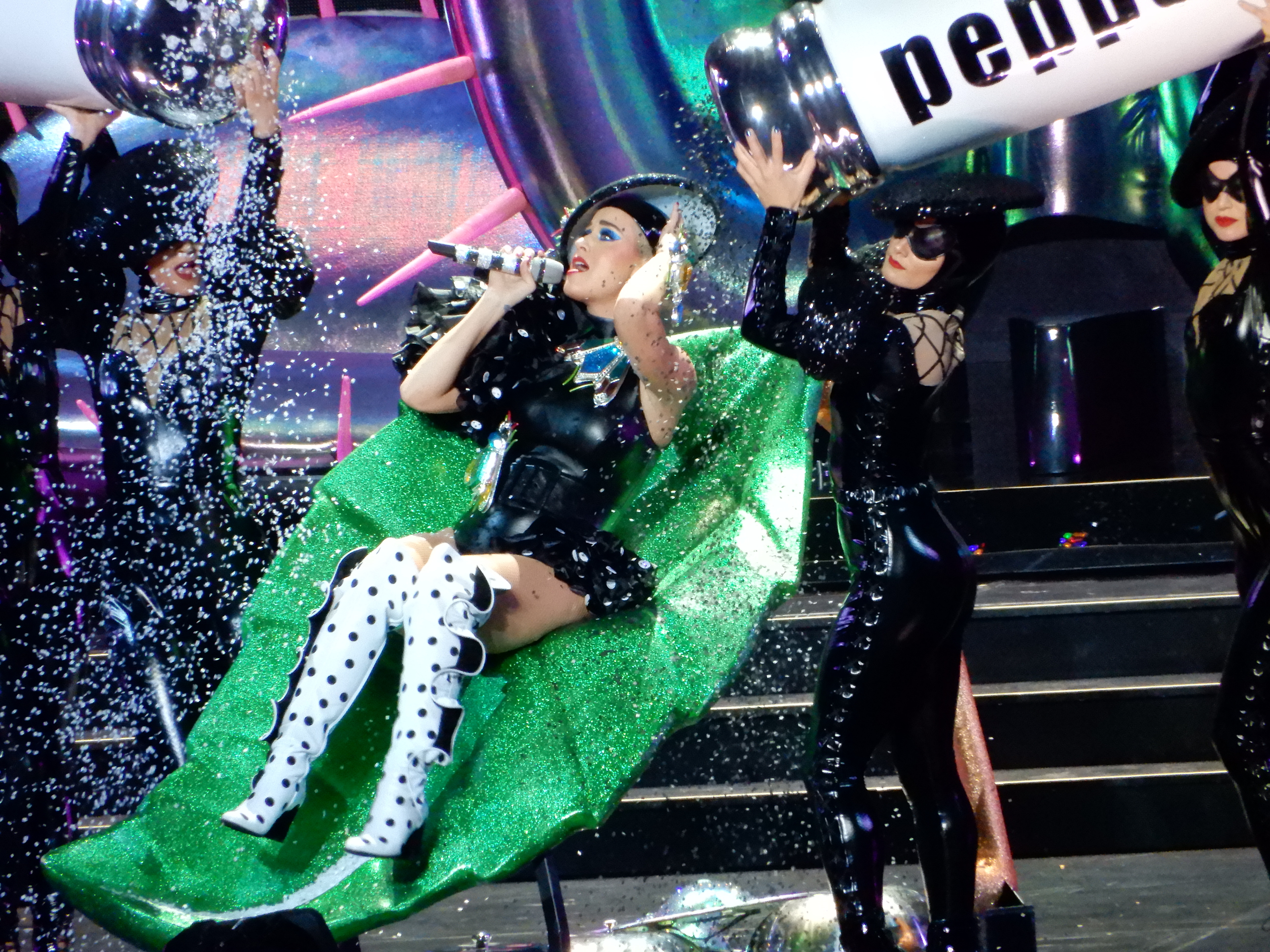
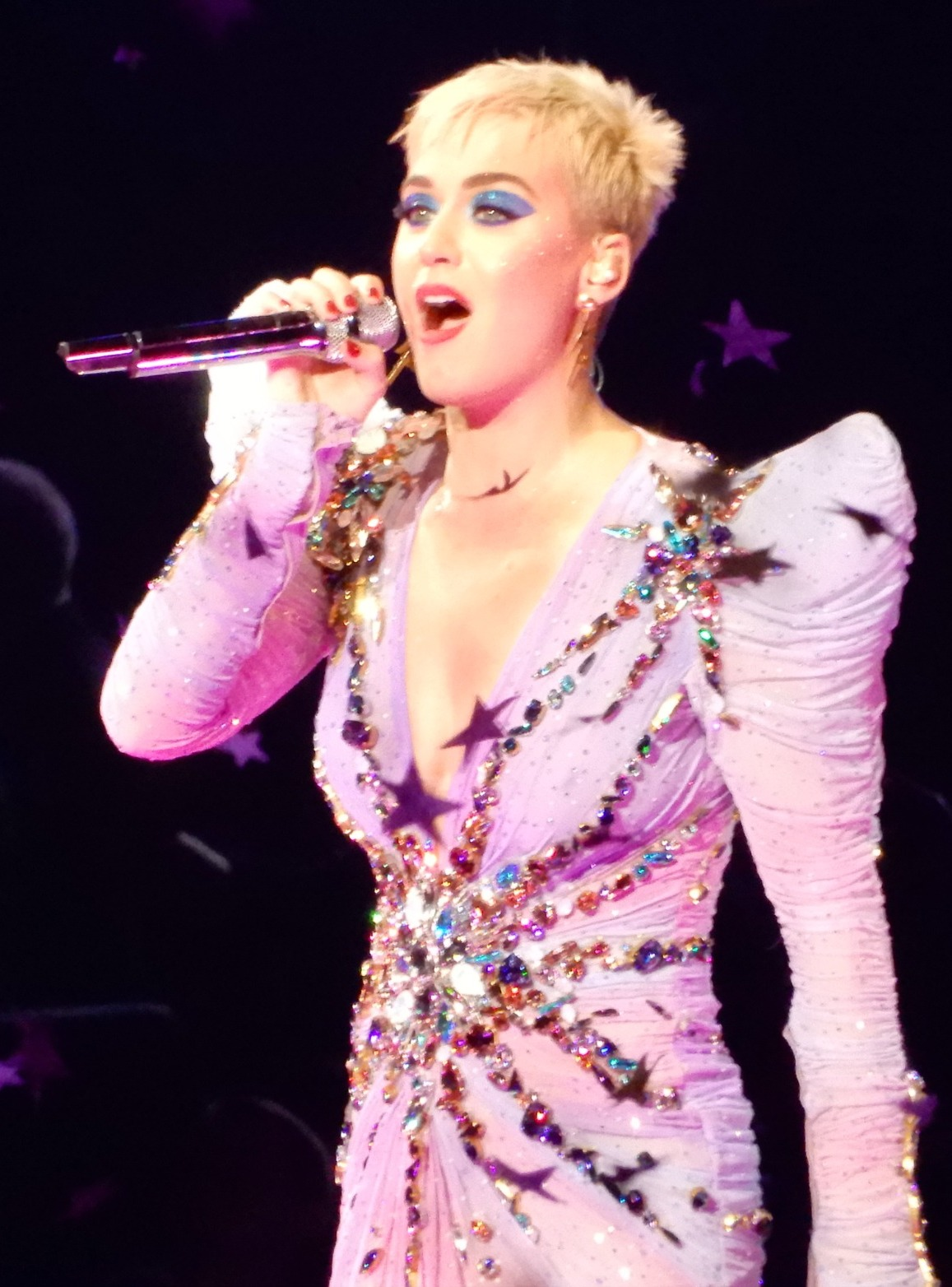
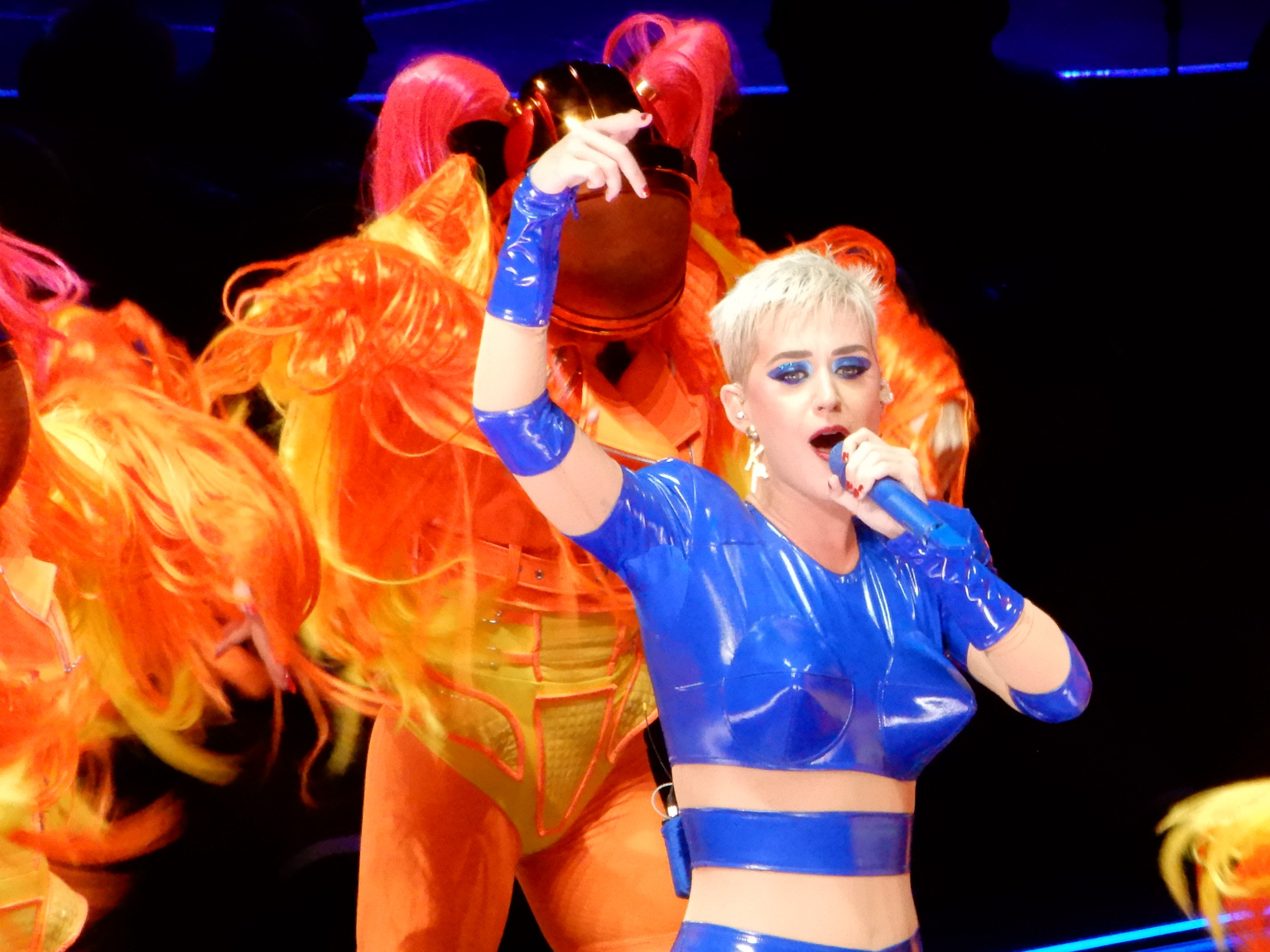
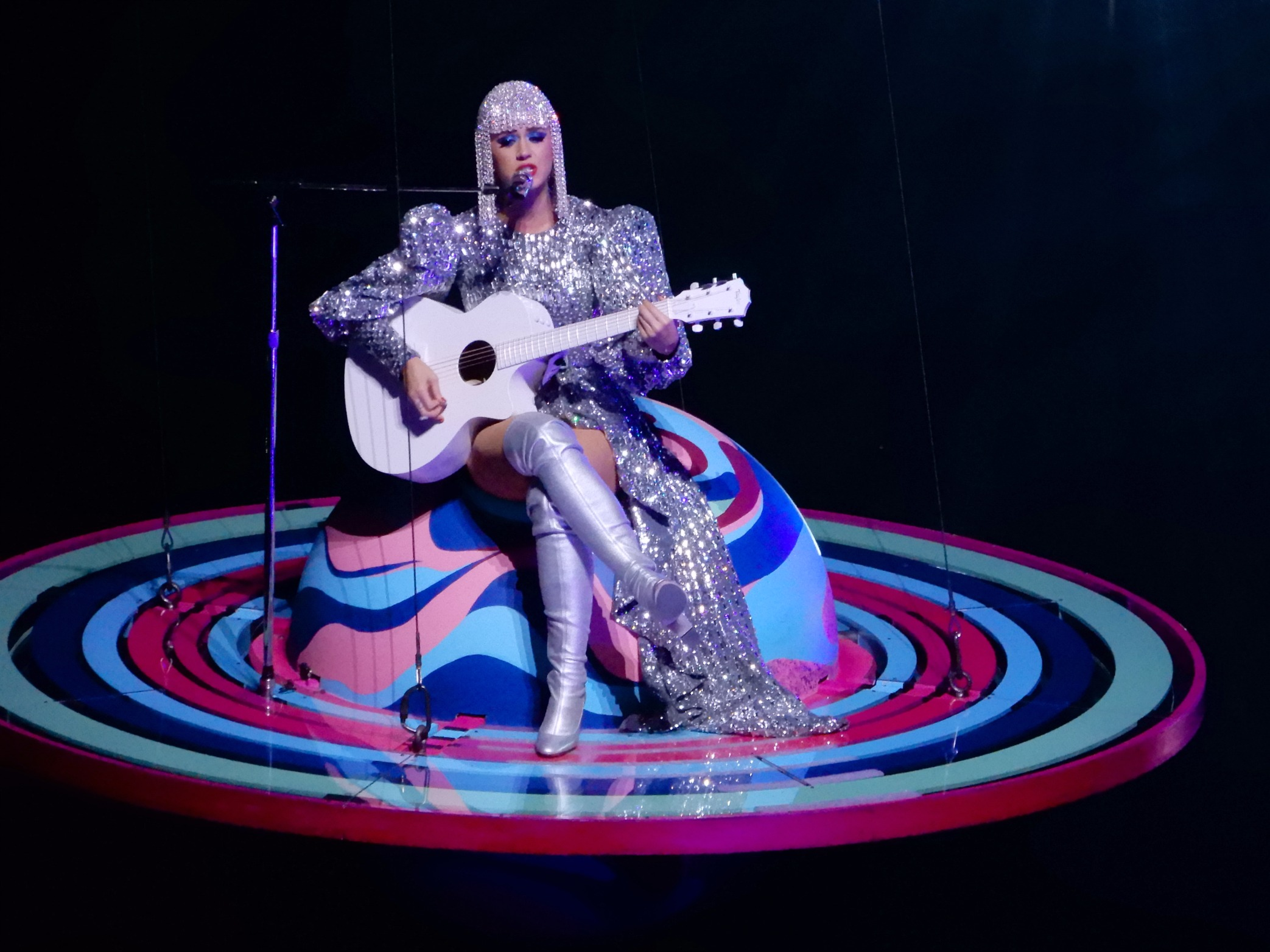
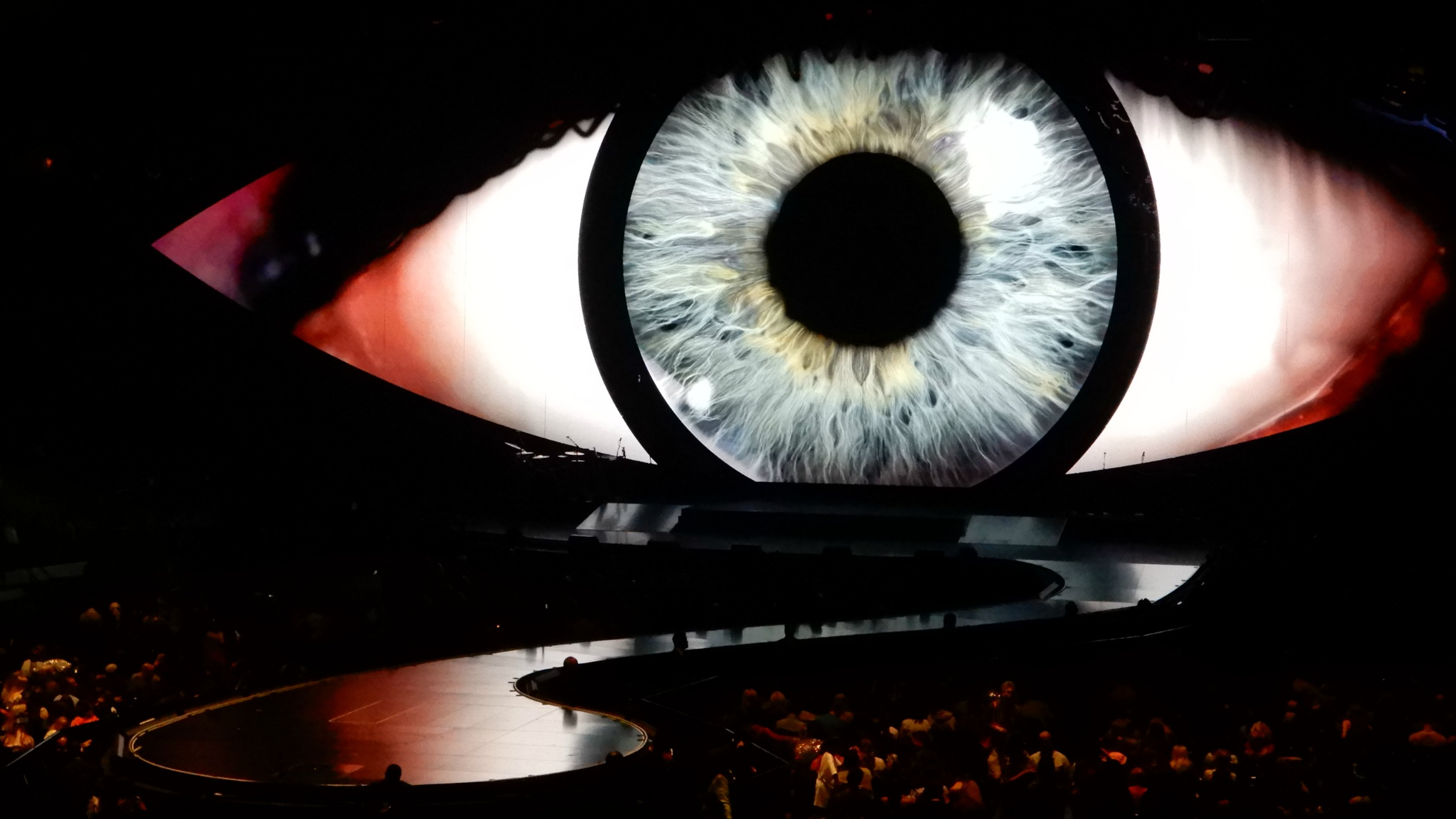
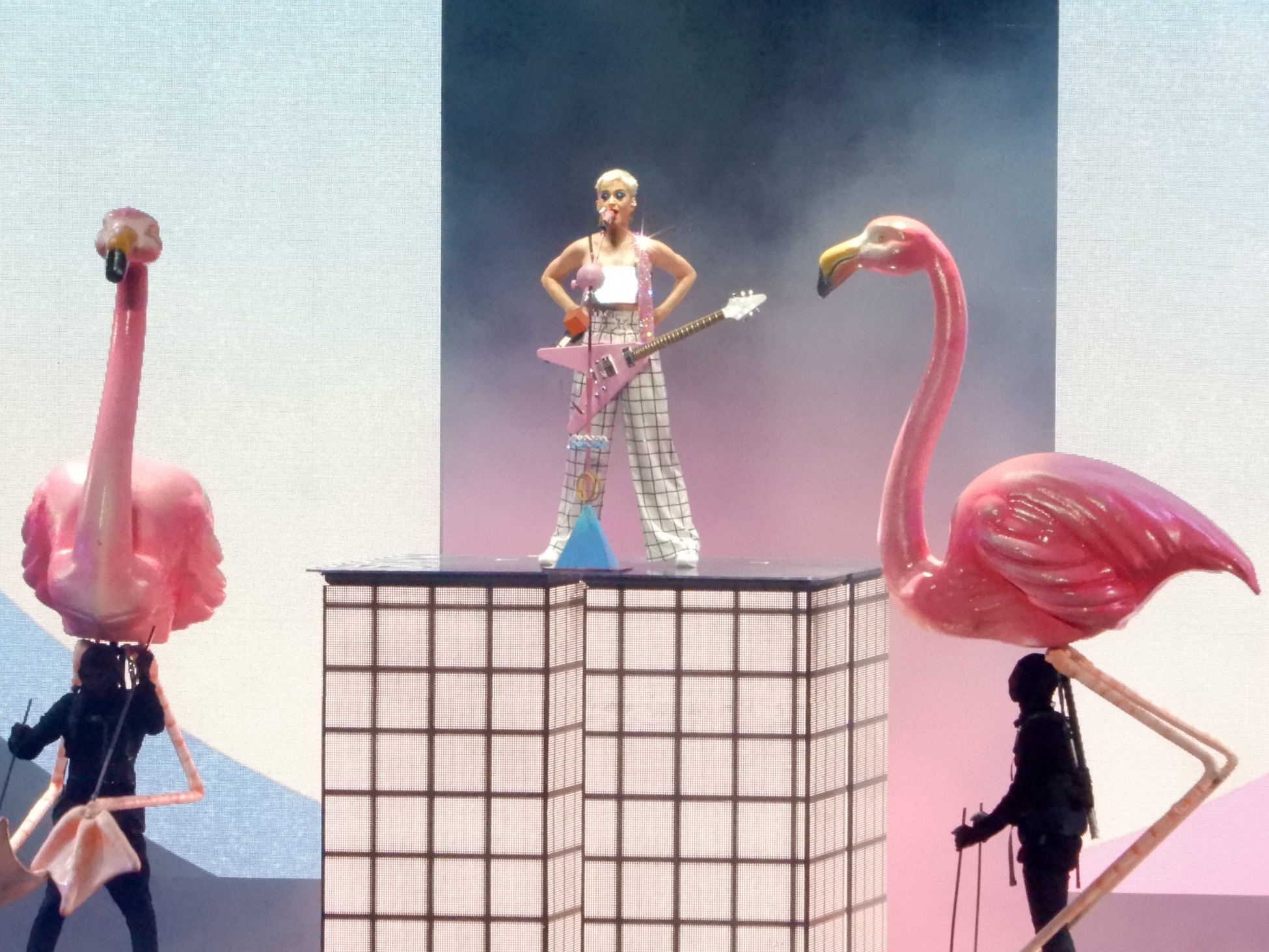
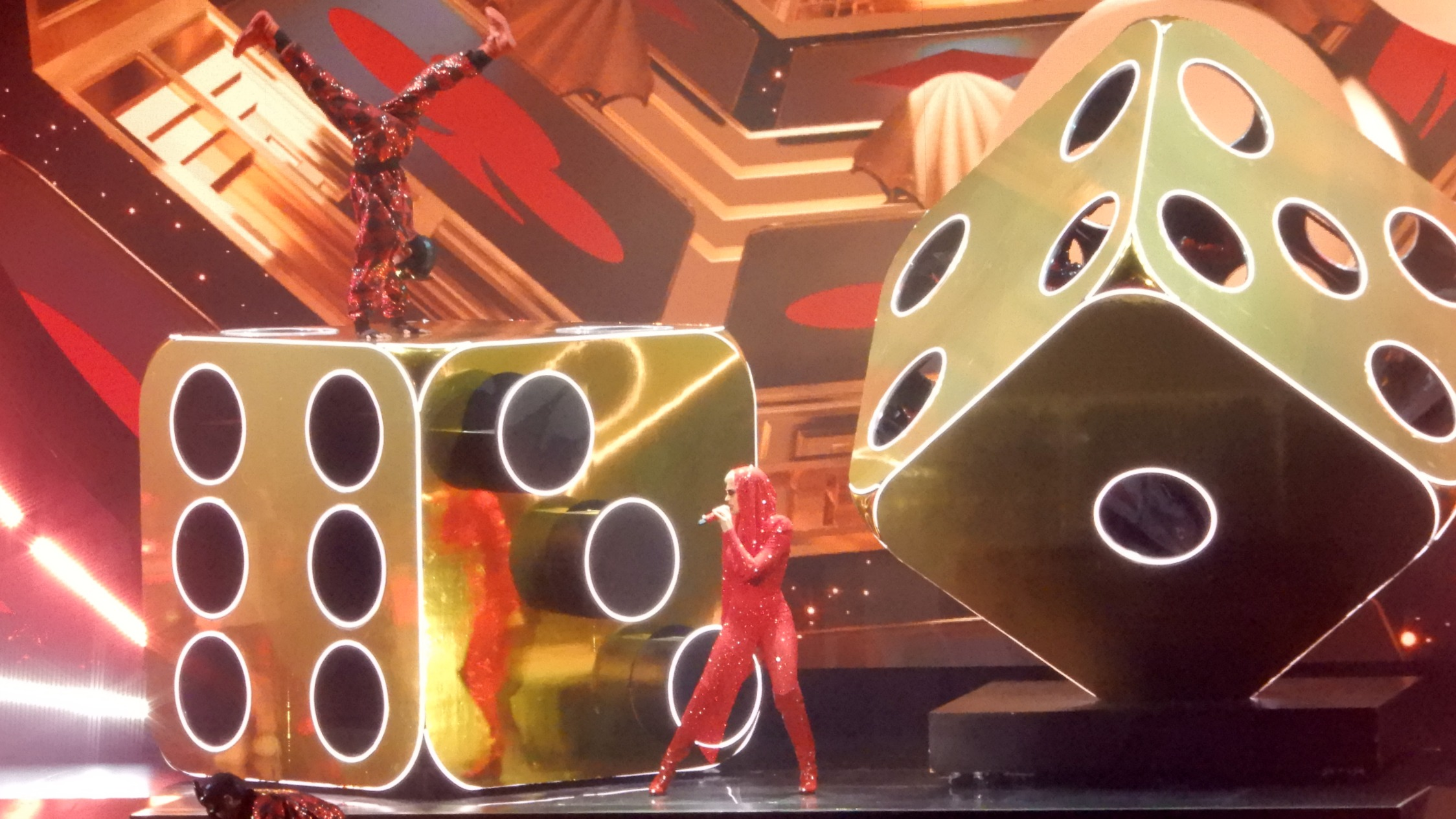
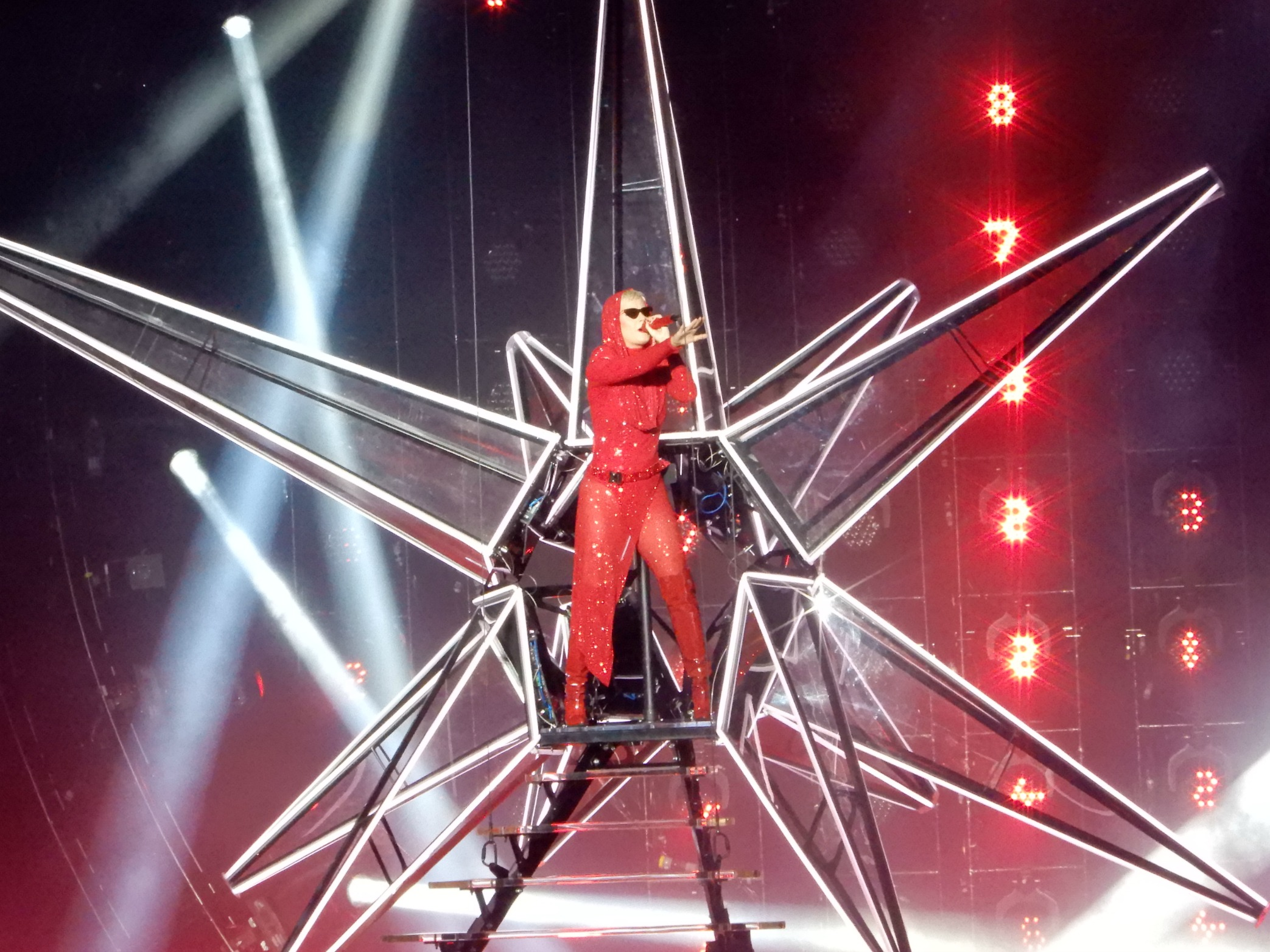